# پاتریکو اوروتیا
پاتریکو اوروتیا (انگلیسی: Patricio Urrutia؛ زادهٔ ۱۵ اکتبر ۱۹۷۸) یک بازیکن فوتبال اهل اکوادور است.
وی همچنین در تیم ملی فوتبال اکوادور بازی کرده‌است.